# Wiktor Jaszyn
Wiktor Nikołajewicz Jaszyn, ros. Виктор Николаевич Яшин (ur. 29 stycznia 1922 w Chabarowsku, zm. 28 października 1952 w Ułan Ude) – radziecki wojskowy, major lotnictwa, as myśliwski z okresu II wojny światowej, Bohater Związku Radzieckiego.

## Życiorys
Urodził się w Chabarowsku, gdzie ukończył szkołę podstawową. Następnie wraz z rodzicami zamieszkał we wsi Łosinoostrowskiej koło miejscowości Mytiszczi w obwodzie moskiewskim, tam ukończył szkołę zawodową i pracował jako tokarz w zakładach produkujących wagony kolejowe. Uczył się również latać w miejscowym aeroklubie.
W 1938 roku zgłosił się na ochotnika do wojska i został skierowany do Kaczyńskiej Szkoły Pilotów im. Miasnikiana, którą ukończył w 1940 roku. Pozostał w tej szkole jako pilot instruktor do lutego 1942 roku.
W lutym 1942 roku został skierowany do 163 pułku lotnictwa myśliwskiego: był dowódcą klucza, latał na samolotach ŁaGG-3 i Jak-1. We wrześniu 1942 roku został skierowany do 157 pułku lotnictwa myśliwskiego, gdzie był dowódcą klucza, a następnie eskadry, latał samolotami Jak-7 i Jak-9. W tym pułku był do października 1944 roku, potem do stycznia 1945 roku był dowódcą eskadry w 133 pułku lotnictwa myśliwskiego, a od stycznia 1945 w 233 pułku lotnictwa myśliwskiego w którym był do końca wojny. 
W okresie od lutego 1942 do maja 1945 roku brał udział w 246 lotach bojowych i w 56 walkach powietrznych, w trakcie których zestrzelił 26 samolotów indywidualnie i 1 wspólnie z innymi pilotami. Za zasługi w dniu 26 października 1944 roku został wyróżniony tytułem Bohatera Związku Radzieckiego. 
Po zakończeniu wojny pozostał w 233 pułku, który wszedł w skład wojsk okupacyjnych w Niemczech. W 1946 roku został skierowany na wyższy oficerski kurs lotniczo-taktyczny w Lipiecku, po ukończeniu którego pracował w zakładach produkujących samoloty.
Po przeniesieniu do rezerwy w 1949 w stopniu majora i został pilotem oblatywaczem. W latach 1949 – 1950 pracował w zakładach nr 381 w Moskwie, gdzie był oblatywaczem samolotu MiG-15, a potem w zakładzie nr 30 w Moskwie, gdzie oblatywał samolot bombowy Ił-28. Następnie w latach 1950 – 1952 pracował w Lotniczym Instytucie Badawczy w Żukowskim. Po czym w 1951 roku pracował w zakładach nr 168 w Rostowie nad Donem i nr 99 w Ułan Ude, gdzie był oblatywaczem samolotu MiG-15UTI.
Mieszkał w Ułan Ude, gdzie w 1952 popełnił samobójstwo. Tam też został pochowany. 

## Odznaczenia
- Złota Gwiazda Bohatera Związku Radzieckiego (26.10.1944)[1]
- Order Lenina (26.10.1944)
- Order Czerwonego Sztandaru (18.02.1944[2], 16.06.1945[3])
- Order Wojny Ojczyźnianej I stopnia (09.07.1943[4], 23.08.1943[5])